# Alfred Agache
Alfred Agache (Lille, 1843. augusztus 29. – Le Vivier, 1915. szeptember 15.), teljes nevén Alfred-Pierre Joseph Agache, az akadémizmus stílusában alkotó francia festő volt.

## Élete
Gazdag textilgyáros családjában született. Művészi pályája zökkenőmentesen haladt előre. Számos alkalommal állított ki a Párizsi Szalonon. Tagja volt az Akadémiához tartozó Francia művészek társaságának (Société des artistes français). 1885-ben elnyerte az Akadémia harmadik osztályú díját.
1893-ban a Chicago-i világkiállításon, ahol itt látható művét is kiállította, aranyérmet nyert.
1895-ben megkapta a Francia Köztársaság Becsületrendje tiszti fokozatát.
Művészi munkásságában a portrékra és az allegorikus képekre összpontosított.
Szoros barátságot ápolt James McNeill Whistler (1834–1903) amerikai festővel és Auguste Angellier (1848–1911) íróval, aki egy könyvet is írt róla.
Haláláig betöltötte a lille-i múzeumok egyik vezető tisztségét (Conservateur général des Musées de Lille).

## Főbb művei
- 1880 : Portrait de femme âgée
- 1883 : Portrait de jeune femme
- 1885 : L'Annonciation
- 1885 : Vanité
- 1885 : Fortuna
- 1888 : Énigme

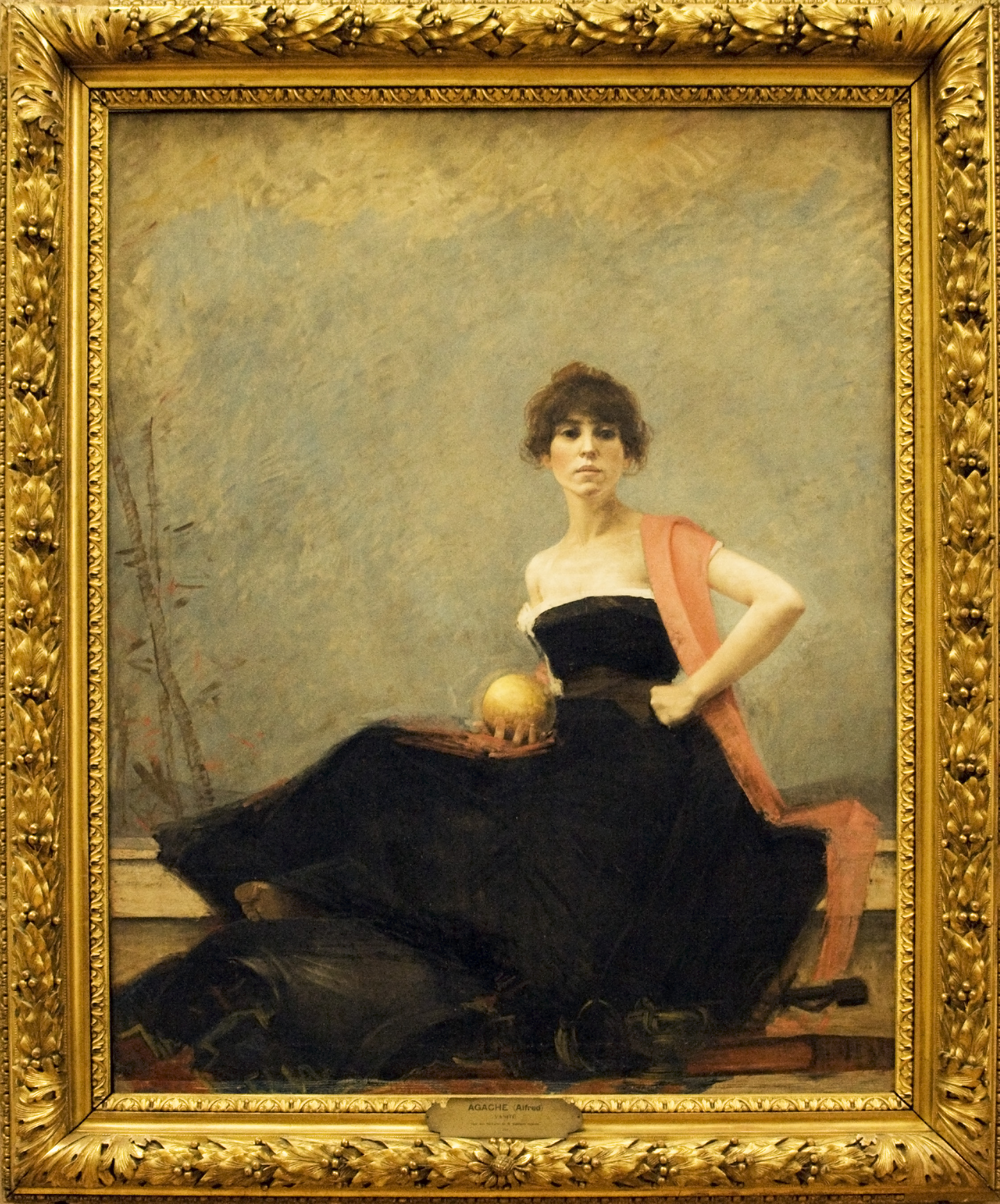
Hiúság (Vanité)

- 1889 : Jeune fille assise tenant des fleurs dans les bras
- 1895 : La Diseuse de bonne aventure
- 1895 : La Fortune Teller
- 1896 : L'Épée
- 1909 : Les Couronnes
- 1910 : Étude
- 1911 : Les Masques
- Dátum nélkül: Les Parques